# W&G
W&G is een historisch merk van motorfietsen.
De bedrijfsnaam was: William & George Du Cros, Cycle & Motor Cycle Works, later A. Grough, Brentford, Middlesex.
De 490cc-motorblokken van dit Engelse merk hadden net als de eerste DKW-twins een naar voren gekantelde luchtgekoelde paralleltwin-tweetaktmotor. Er werden er niet veel van gebouwd en het merk bestond alleen in 1927 en 1928.